# Apoclea obscura
Apoclea obscura là một loài ruồi trong họ Asilidae. Apoclea obscura được Theodor miêu tả năm 1980. Loài này phân bố ở vùng Cổ Bắc giới và châu Á.